# Erdei sikló

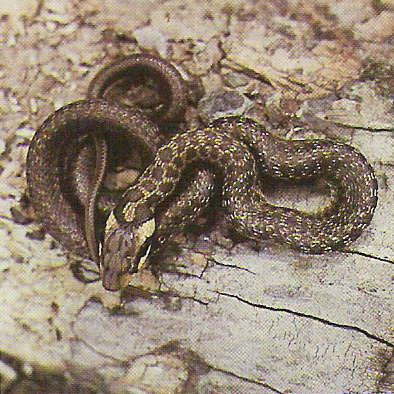
A fiatal erdei siklók barna foltosak

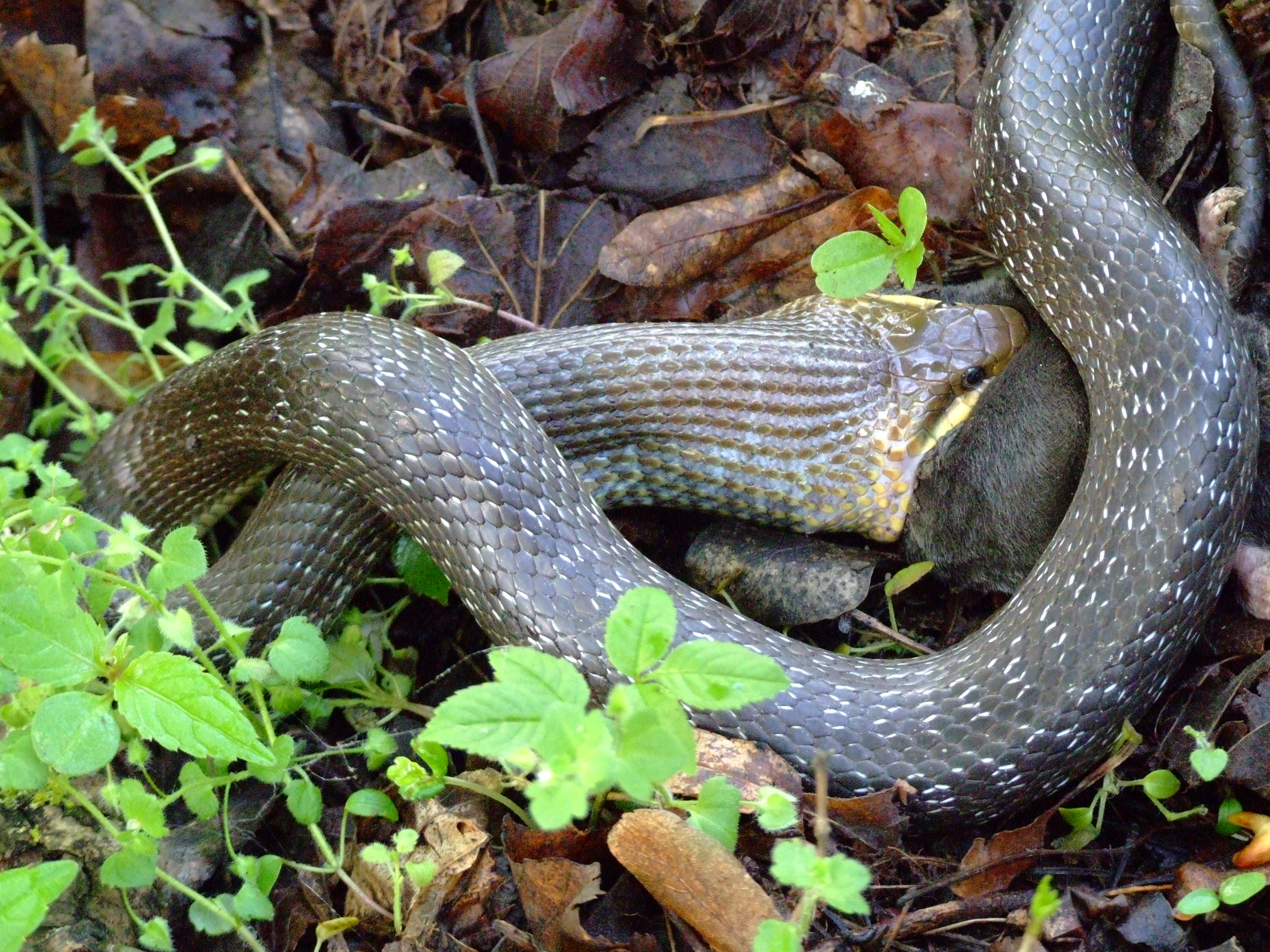
Táplálkozó erdei sikló

Az erdei sikló (Zamenis longissimus, korábban Elaphe longissima) egy eurázsiai kígyófaj, amely az ókorban a gyógyítás egyik istene, Aszklépiosz attribútuma volt. Aszklépiosz botja a rátekeredő erdei siklóval a mai napig egészségügyi szimbólum.

## Előfordulása
Eredetileg Dél- és Közép-Európa, Franciaország, az Appennini-félsziget, a Kárpát-medence és a Balkán-félsziget lakója, illetve Kis-Ázsia nyugati részén és a Fekete-tenger keleti partjai mentén fordult elő, de az ókorban a rómaiak a neki tulajdonított gyógyító hatás miatt a mai Németországba is betelepítették. Elsősorban napsütötte domb- és hegyvidéki erdőségekben és vidékükön találkozhatunk vele.

## Megjelenése
Meglehetősen hosszú, akár két méteresre is megnövő kígyófaj, bár a magyarországi példányok ritkán érik el a 160 centiméteres hosszt. A kifejlett erdei siklók hasa sárgásfehér, hátuk és oldalaik zöldesek, barnásak vagy szürkések. A halántékon világossárga, halványabb mintázat látható (nem összetévesztendő a vízisiklók félhold alakú mintájával), bár az idősebb állatokról ez hiányozhat. A fiatal példányok világos alapszínét háti és hasi oldalukon egyaránt barnás sötét foltok tarkítják, és ugyanilyen arccsíkjuk van a szem és az áll között. Hazánkban előfordul a szürke erdei sikló (Zamenis longissimus var. subgrisea Werner, 1897), ezek az egyedek ezüstös-szürkés színűek és nem túl gyakoriak.

## Életmódja
Az erdei sikló, mint minden rokona, ragadozó: táplálékát főleg rágcsálók, cickányok, illetve madarak, tojások és fiókáik képezik. Mérge nincs, így áldozatait vagy élve nyeli le, vagy afféle kis óriáskígyó módjára megfojtja őket. A mesterséges fészekodúkra is gyakran rájár.
Októbertől április-májusig telel, olykor több példány is összegyűlhet egy helyen. Gyakran emberek közelében, különféle épületekben találja meg az ideális száraz, meleg helyet a téli álomhoz.

## Szaporodása
Az erdei siklók párzására június közepén kerül sor, miután a hónap végén vagy július elején a nőstény 5–8 sárgásfehér, puha, hosszúkás tojást rak. Az általában füzérré összeragadt tojások vagy a földbe, vagy valamilyen bomló növényi halom (komposzt, avar) alá kerülnek. Időjárástól függően az utódok augusztus végén vagy szeptember elején kelnek ki, és 6–8 napos korukban bekövetkezett vedlésükig nem táplálkoznak.

## Védettsége
Az emberek oktalan félelmükben gyakran végeznek vele, ennek ellenére gyakran megfigyelhető erdei településeken. Természetes ellenségei közé a menyétfélék, a vörös róka, a sün, a vaddisznó és különféle ragadozó madarak tartoznak.
Magyarországon, mint minden hazai kétéltű és hüllő, az erdei sikló is védett, természetvédelmi értékét 50 000 forintban szabták meg, noha kiváló alkalmazkodóképessége és elterjedtsége miatt komolyabb védelemre nincs szükség.

## Videóban
- Videó az erdei skilóról.